# Чапаєвський
Чапа́євський (рос. Чапаевский) — селище у складі Прокоп'євського округу Кемеровської області, Росія.
Стара назва — Чапаєв.

## Населення
Населення — 209 осіб (2010; 248 у 2002).
Національний склад (станом на 2002 рік):
- чуваші — 57 %
- росіяни — 42 %